# Leonardo León (periodista)
José Leonardo León Avendaño (Mérida, Venezuela), conocido como Leonardo León, es un periodista, reportero gráfico y locutor venezolano. Dirige la web Comunicación Continua.

## Biografía
León nació en Mérida. Ha trabajado como periodista en El Nacional y como locutor en la emisora de la Universidad de los Andes, ULA 107.7 FM. También reporta desde la red social Twitter.
En abril de 2013 León reportó que el Camiula «fue destrozado la pasada semana por sectores oficialistas y donde resultaron varias personas heridas y daños que superan los 500.000 bolívares». El mes siguiente, el entonces gobernador de Mérida, Alexis Ramírez, lo acusó en una rueda de prensa a él y al periodista Héctor Contreras por supuesta instigación a la violencia durante las protestas post-electorales del 15 y 16 de abril de 2013. El Sebin lo estuvo buscando después de eso. Ramírez lo demandó por difamación, siendo León citado a declarar a finales de ese mes.
En 2018 León criticó la demanda de Alex Saab a los periodistas de Armando.info Alfredo Meza, Ewald Scharfenberg, Joseph Poliszuk y Roberto Deniz en un comunicado junto a 195 periodistas, solidarizándose con ellos y reafirmando el derecho a la información.